# HTL Biotechnology
 (février 2024).
 (septembre 2022).
HTL est une entreprise française de biotechnologie et un acteur industriel spécialisé dans le développement et la production de biopolymères, et particulièrement d’acide hyaluronique, de grade pharmaceutique. Son siège social et son site de production se situent en France à Javené en l'Ille-et-Vilaine. L'entreprise a des bureaux à Singapour, en Chine, et aux États-Unis.
Les biopolymères d’HTL sont utilisés par des laboratoires pharmaceutiques et des fabricants de dispositifs médicaux pour développer des traitements dans plusieurs domaines thérapeutiques tels que la médecine esthétique, la rhumatologie, ou l’ophtalmologie.
Depuis 10 ans[Quand ?], le développement international de l’entreprise lui a permis une croissance à deux chiffres de son chiffre d’affaires ainsi qu’une multiplication par cinq de ses capacités de production.

## Histoire
HTL a été créée en 1992 par Michèle Ranson, une pharmacienne française spécialiste de l’acide hyaluronique qui a reçu la Légion d’honneur en 2009,.
L’entreprise a été détenue par plusieurs actionnaires, tout d’abord par la famille Ranson, puis par des fonds de placement européens, tels que Naxicap, Tethys Invest et Bridgepoint. La majorité des parts de l’entreprise a été rachetée par Montagu en février 2022,.
En 2021, l’entreprise a annoncé un investissement de 50 millions d’euros pour la création de la plus grande usine au monde de production d'acide hyaluronique de grade injectable sur son site de Javené afin de doubler ses capacités de production,. A cette occasion, de nouvelles installations ont été mises en place, telles que de nouvelles colonnes de distillation, une station de traitement des effluents aqueux et un champ de panneaux solaire.
L’entreprise a reçu plusieurs récompenses en 2022, y compris le trophée spécial du jury de la 3ème édition des Trophées CCI France International, et le prix de l’innovation des Oscars d’Ille-et-Vilaine organisés depuis 1986 qui visent à mettre en avant des entreprises locales,.

## Activités

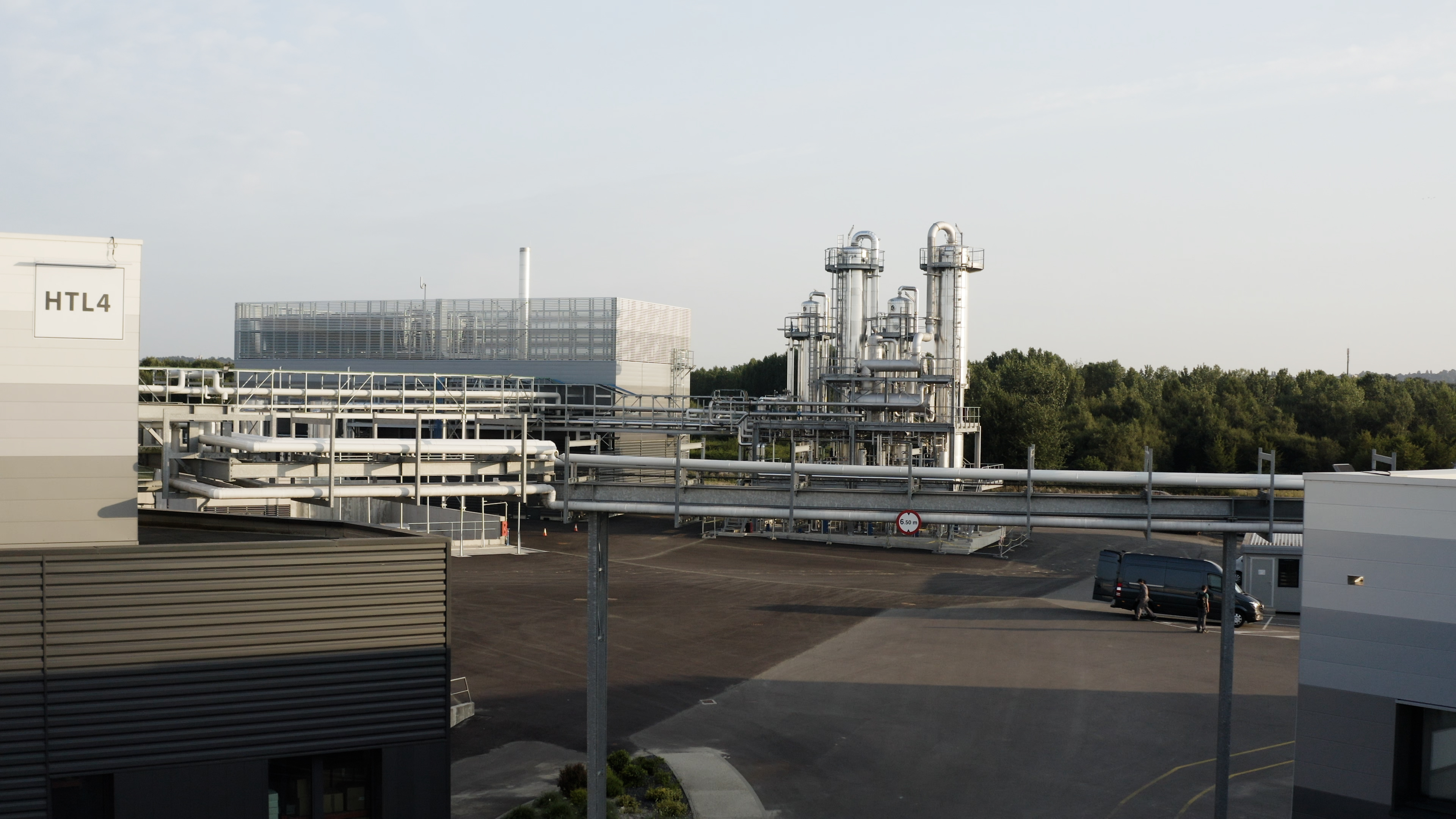
Site d'HTL à Javené (Ille-et-Vilaine)

HTL est spécialisé dans la production et le développement de biopolymères innovants de grade pharmaceutique adapté aux besoins de ses clients. Son activité est basée sur la découverte par Michèle Ranson d’une méthode permettant de produire à grande échelle de l’acide hyaluronique pur et sur une large gamme de masses moléculaires par fermentation. L’acide hyaluronique d’HTL est destiné à des clients internationaux, en majorité des laboratoires pharmaceutiques et des fabricants de dispositifs médicaux  présents dans plusieurs aires thérapeutiques, telles que la médecine esthétique, la rhumatologie, ou l’ophtalmologie,. L’acide hyaluronique d’HTL est produit sous forme de fibre.

### Recherche et développement
Grâce à un investissement de 20 millions d’euros, HTL a inauguré en 2018 un laboratoire de R&D destiné à la recherche dans le domaine des biopolymères, au sein duquel travaille 15% de ses effectifs,. HTL travaille notamment sur le rôle de l'acide hyaluronique dans la vectorisation des médicaments qui pourrait à terme avoir des implications dans le traitement de certains cancers.
HTL a également lancé en 2021 un incubateur visant à prendre des participations dans des entreprises de biotechnologies innovantes cherchant à répondre à des besoins médicaux non satisfaits grâce aux biopolymères. Une première entreprise incubée a été annoncée en mars 2022 : GelMedix, qui vise à développer des traitements innovants dans le domaine des maladies oculaires et de la médecine régénérative.
Par ailleurs, l’entreprise a signé des partenariats avec plusieurs centres de recherche, notamment avec l’Inserm en 2020 pour créer le LabCom GELMECS un laboratoire commun de recherche dont l’enjeu est de développer de nouvelles applications médicales pour les biopolymères.

### Présence internationale
HTL a développé sa présence internationale avec l’ouverture récente de bureaux à Singapour, en Chine, et aux Etats-Unis, ainsi que grâce à la signature de partenariats avec des entreprises internationales, telles que Eirion Therapeutics en 2021 afin de construire, valider et exploiter une unité de fabrication de neuromodulateurs aux États-Unis,. Par ailleurs, HTL a signé un partenariat en 2021 avec BMG Pharma pour développer et de commercialiser un principe actif injectable fonctionnel de haute qualité à base d'acide hyaluronique, le Sodium Hyaluronate Lipoate Formate (SHLF).